# Provincia de Sud, Zambia
Provincia de Nord este o unitate administrativă de gradul I a Zambiei. Reședința provinciei este orașul Choma.

## Districte
Provincia de Nord se subdivide, la rândul ei, în 15 districte:
| - Chikankata - Chirundu - Choma - Gwembe - Itezhi Tezhi - Kalomo - Kazungula - Livingstone - Mazabuka - Monze - Namwala - Pemba - Siavonga - Sinazongwe - Zimba |